# Оріховиця
Орі́ховиця — село в Україні, в Оноківській сільській громаді, Ужгородського району, Закарпатської області. До 2020 року Оріховиця разом з селом Оноківці підпорядковувалася Оноківській сільській раді, нині орган місцевого самоврядування — Оноківська сільська громада. Населення становить 604 особи.

## Населення
За даними всеукраїнського перепису населення 2001 року у селі мешкало 604 особи.
Мова
Розподіл населення за рідною мовою за даними перепису 2001 року був наступним:
| українська | 593 | 98,18 |
| російська  | 9   | 1,48  |
| угорська   | 1   | 0,17  |
| словацька  | 1   | 0,17  |

## Герб
Лазуровий щит розтятий. У першій частині три понижені золоті квадрати в балку. У другій частині виникає золота гілка ліщини з такими ж листками і плодами. У золотій главі лазурова хвилеподібна балка. У зеленій базі золота гармата. Затверджений рішенням сесії Оноківської сільської ради у жовтні 2010 року. 

## Географія
Село Оріховиця розташоване на обидвох берегах річки Сімони (ліва притока річки Уж), за 13 км на північний схід від міста Ужгорода та за 6 км від адміністративного центру сільської громади. За 6 км знаходиться найближчий зупинний пункт Оноківці.

## Топоніми
В письмових джерелах село відоме під назвою «Рагонка» (угор. Rahoncha). Топонім Рагонка має русинське походження, походить від назви річки Оріховиця, яка тече селом. У вживанні угорських імен розвиток Orehovica / Rahonca відбувся з втратою початкового звуку слова o- та вирівнюванням фонем.

### Урбаноніми
Кількість елементів інфраструктури в селі — це 9 вулиць з 200 будинками.
Вулиці
- Гайдука Тараса (колишня Борканюка Олекси)
- Ігната Андрія
- Квітів
- Магнолієва
- Нарцисова
- Нижня
- Нова
- Оріхова
- Семчище Руслан (колишня Гагаріна Юрія)

## Історія
Той факт, що на околиці села виявлені давні слов'янські поселення VIII—IX століть, дає підстави вважати, що Оріховиця виникла раніше XI століття. З першої половини XIV по XVII століття село було одним із маєтків Невицького домена Другетів. В списках платників податків за описом від 1427 року Оріховиця не згадується.
У 1567 році в селі було оподатковано 4 залежні господарства, що володіли 2,5 порти (наділу) землі. У XVI столітті до Оріховиці переселилося 20 родин. У 1599 році в селі нараховувалося 30 залежних домогосподарств і одне господарство шолтейса. Тоді Оріховиця вважалася великим поселенням. На початок XVIII століття чисельність населення зменшилася. У 1715 році в селі нараховувалось 12 господарств, у тому числі 10 таких, що володіли повним наділом та два желярські (безземельні).
Джерела другої половини XVIII століття зараховують Оріховицю до сіл із руським населенням.
У 1982 році між селами Оріховиця та Ярок було споруджено Ужгородський військовий полігон.
В Ужгородському скансені перебуває пам'ятка житлової архітектури — сільська дерев'яна хата кінця XVIII століття привезена до музею з села Оріховиця.

## Пам'ятки, визначні місця

### Церква Успіння Пресвятої Богородиці
У 1751 року за пароха Іоана Реберка згадують дерев'яну церкву святого архангела Михайла з усіма образами та трьома дзвонами. У селі було 159 вірних. У шематизмі Мукачівської єпархії за 1883 рік церкву датовано 1877 роком, шематизм 1915 року подає точнішу дату — 1811 pік, хоча на одвірку церкви позначено «1815».
Теперішня мурована церква-базиліка з бароковим завершенням вежі, збудована у міжвоєнний період була освячена на честь святого Василя Великого. Договір з бляхарем на покриття церкви бляхою було укладено ще у 1932 році, але в селі кажуть, що шинґлове покриття дахів замінено лише на початку 1960-х років. Інтер'єр церкви перемалювали художник О. К. Кахно та маляр І. А. Пеняк у 1973 році за куратора Йосипа Галайди. Наприкінці 1980-х років кам'яну огорожу довкола церкви замінено дротяною на бетонному фундаменті, оновлено штукатурку стін, перекрито бляхою турню. Вочевидь, тоді ж перемальовано ікони.
На церковній вежі — три дзвони. Найбільший та найменший виготовлено на ужгородській фабриці «Акорд» у 1925 році. На великому дзвоні написано, що куплено його з допомогою краян, які працювали в Америці, та за добровільні пожертви селян за куратора Івана Ропая. Велику суму пожертвувала сім'я Михайла Цмарика. Напис угорською мовою на середньому дзвоні повідомляє, що вилив його Ласло Шандор у Малих Геївцях 1904 року.
У 1947—1949 роках в селі Ярок та Оріховиця парохом був отець Йосиф Головач. У 1949 році храм примусово передано Російській православній церкві. Під час легалізації греко-католицької церкви на Закарпатті, наприкінці 1980-х — початку 1990-х років, сільською громадою села Оріховиця проведено збори та вирішено повернутися в лоно Мукачівської греко-католицької єпархії. Відновленою громадою села опікується помічний єпископ Мукачівської греко-католицької єпархії отець Йосиф Головач, від 1992 року — отець Павло Сабов, котрий розпочав наполегливу роботу по залученню громади до релігійного життя.
Від 2003 року парафією Святого Василія Великого у селі Оріховиця опікується ставрофорний протоієрей отець Василь Вайдулич. Нещодавно добудовано захристя, приміщення, в якому зберігається культове начиння (священний посуд, богослужбове вбрання священнослужителів, богослужбові книги тощо), здійснюється облачення священнослужителів, а також інші обряди.
14 січня 2011 року відбулася Архієрейська Служба Божа з нагоди 200-річчя побудови храму в селі Оріховиця. Архієрейську Божественну Літургію очолив Преосвященний владика Мілан.

### Меморіальні, пропам'ятні таблиці
20 листопада 2015 року на фасаді приміщення сільського клубу урочисто відкрили та освятили пам'ятну таблицю Руслану Семчище, учаснику російсько-української війни. Пам'ятну таблицю, виготовлену за кошти волонтера Максима Солом'яного.

## Археологічні розвідки
На лівому березі ріки Уж, на пологій надзаплавній терасі в урочищі «Валащинець», що розташоване праворуч від дороги в напрямі на село виявлене багатошарове поселення, яке у 1955 році досліджувалося Ф. М. Потушняком. Тут археологом зафіксоване землянкове житло прямокутної форми розмірами 3,2×2,5 м. Долівка житла знаходилася на глибині 1,4 м від сучасної поверхні і була викладена камінням, у деяких місцях — плоскими плитами. У північному куті житла розташовувалося вогнище розміром 0,5 м у діаметрі. У заповненні житла знайдено тільки кружальну кераміку, у тісті якої були домішки дрібнозернистого піску. Фрагменти кераміки походять від горщиків середньої величини з добре профільованими вінцями, плавно відігнутими назовні, заокругленими або косозрізаними краями вінець. За характером керамічного матеріалу Ф. Потушняк датував поселення IX століттям. Засвідчено також шари культури алфелдської мальованої кераміки, ранньозалізної доби та давньослов'янського часу VIII—IX століть.

## Відомі люди
Народилися
- Ігнат Андрій Михайлович (1918—1977) — український науковець, громадський діяч, історик, педагог, філолог, краєзнавець. Учасник другої світової війни[15].
- Семчище Руслан Степанович (1977—2014) — український військовик, старший солдат Збройних сил України, учасник російсько-української війни. Загинув в боях за Станицю Луганську.

## Політика

### Парламентські вибори, 2019
На позачергових парламентських виборах 2019 року у селі функціонувала окрема виборча дільниця № 210573, розташована у приміщенні фельдшерсько-акушерського пункту.
Результати
- зареєстровано 552 виборці, явка 72,64%, найбільше голосів віддано за «Опозиційний блок» — 35,77%, за «Слугу народу» — 29,72%, за Всеукраїнське об'єднання «Батьківщина» — 11,84%.[16] У одномандатному окрузі найбільше голосів отримав Андрій Андріїв (самовисування) — 53,42%, за Олександра Пекаря (Слуга народу) — 16,84%, за Роберта Горвата (самовисування) — 5,79%[17].